# Зијо Ризванбеговић
Зијо Ризванбеговић (познат као Зијо Валентино) (7. октобар 1959., Сарајево) је југословенски и босанскохерцеговачки певач. Од 2001. године је фронтмен групе Валентино.

## Биографија
Рођен је у Сарајеву. Завршио је Другу гимназију и 3 године економског факултета у Сарајеву.

## Каријера
Године 1982. формира групу Валентино у Сарајеву. Музичаре је прикупљао постепено, док је за певачем трагао годину дана, да би се након огласа у листу „Ослобођење” групи прикључио певач Суад Јакирлић Јака. Јесени 1983. године објављују свој деби албум „No.1”, са хит синглом „Волим те још”, где женски вокал пева Амила Сулејмановић. Поред ње на албуму су гостовали Горан Бреговић, Милић Вукашиновић, затим фронтмен групе "Гино Банана" Срђан Јевђевић, као и Младен Павичић Пава, који ће касније остварити велики успех са групом Плави оркестар.
Прве наступе имали су као предгрупа Бијелом дугмету на концертима у Босни. У Београду су се први пут представили априла 1984. године као гости наступили у Дому синдиката на Бајагином концерту поводом објављивања његовог дебија "Позитивна географија".
Власник је бројних хитова попут „Ока твоја два”, „Потонуле лађе”, „Када сам први пут видио тебе”, „Кад ме више не буде”, "Волим те још" и др.

## Приватан живот
Његова невенчана супруга је глумица Марта Келер, позната по улози у филму Вирџина. Имају сина.
2 пута је учествовао у квизу "Руски рулет" на ТВ Пинк (2004. и 2007). Поред тога учествовао је у емисијама "Ја волим Србију" и "На вечери код", које су рађене у продукцији РТС-а.
Активно говори енглески и холандски језик.

## Дискографија

### Са групом Валентино
- No.1 (1983, Suzy Загреб)
- No.2 (1985, Дискотон Сарајево)
- No.3 (1987, Дискотон)
- No.4 (1988, Југотон Загреб)
- No.5 Понекад ноћу док град спава (1989, Југотон)
- No.6 Све су се моје цуре удале (2001, Croatia Records)
- 7 (2006, City Records)

## Фестивали

### Сунчане скале
- Одлазим, 2001

### Пјесма Медитерана
- Мирише ми, мирише, 2003[11]
- Скини ми се, бона, 2006

### CMC festival
- Нећу кући, 2023[12]